# مدیریت ترافیک هوایی

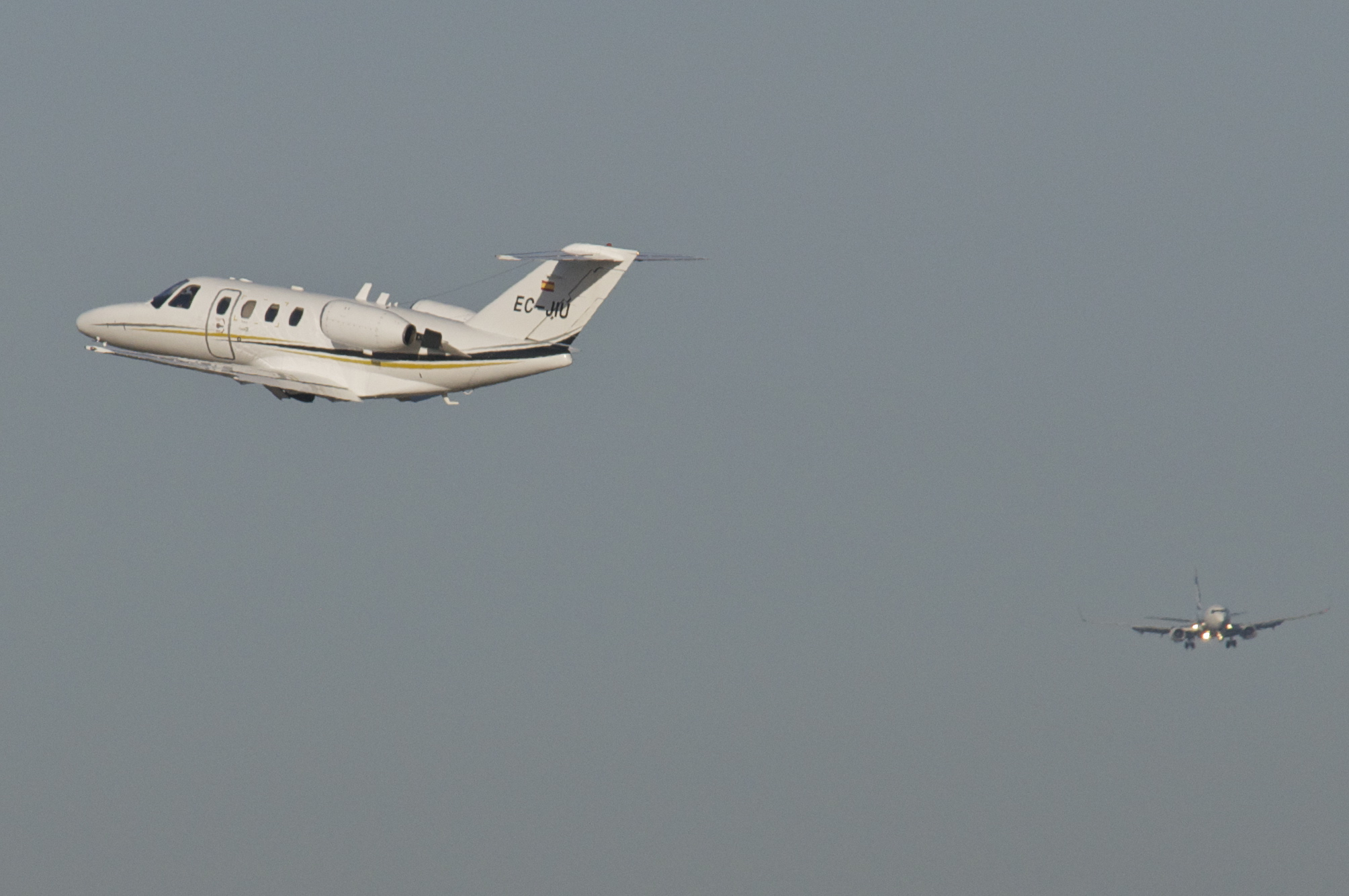
یک هواپیمای جت در حال فرود در حالیکه جت دیگری از روی همان باند در حال برخاست است

مدیریت ترافیک هوایی (ATM) اصطلاحی در هوانوردی است که شامل کلیه سیستم‌های یاری‌رسان به هواگرد در برخاست از پروازگاه، عبور از مرز هوایی و فرود در پروازگاه می‌شود. این سیستم‌ها شامل کنترل ترافیک هوایی (ATC)، پرسنل تجهیزات امنیتی ترافیک هوایی (ATSEP)، هواشناسی هوانوردی، سیستم‌های ناوبری هوایی (پشتیبان ناوبری)، مدیریت مرز هوایی (ASM)، خدمات ترافیک هوایی (ATS) و جریان ترافیک هوایی (ATFM) یا مدیریت ظرفیت و جریان ترافیک هوایی (ATFCM) می‌شود.
افزایش تأکید بر مدیریت ترافیک هوایی مدرن به خاطر سازگاری و هماهنگی آن با سیستم‌هایی است که به هواگرد امکان کمترین تغییر در مرز هوایی را می‌دهد. سیستم‌های مدیریت ترافیک هوایی به صورت سنتی توسط کشورها بر اساس نیازهای خوشان توسعه داده می‌شوند. بر این اساس هر کشور سطوح خدمات جداگانه‌ای را برای خود تعریف می‌کند. بسیاری از ارائه دهندگان خدمات ناوبری هوایی (ANSP) به سرویس‌های مدیریت ترافیک هوایی که با هواگردهای مدرن سازگار هستند خدمات ارائه نمی‌کنند زیرا سازمان بین‌المللی هوانوردی کشوری (ایکائو) برای ایجاد هماهنگی در برنامه‌ریزی جهانی به روزرسانی، اقدام به ایجاد "سیستم به روزرسانی  به صورت بلوکی در هوانوردی" (Aviation System Block Upgrade یا ASBU) کرده‌است.
دفتر ایکائو در بانکوک تایلند برای منطقه آسیا و اقیانوسیه در حال توسعه یک برنامه مدیریت ترافیک هوایی یکپارچه به نام Revenue Passenger Kilometres است که به نظر می‌رسد بتواند انتظارها برای به روز رسانی‌های مدیریت ترافیک هوایی در پر رفت‌وآمدترین ناحیه هوایی جهان را براورده کند. به نظر می‌رسد که این برنامه یکپارچه از سوی گروه منطقه‌ای برنامه‌ریزی و اجرای ناوبری هوایی آسیا و اقیانوسیه (APANPIRG) در میانه سال ۲۰۱۳ تأیید شود.